# 三浦功将
三浦 功将（みうら こうしょう、1983年12月3日 - ）は、宮崎放送 (MRT) の報道記者で、同局の元アナウンサー、キャスター。

## 来歴
宮崎県宮崎市出身。日向学院高等学校、明治大学商学部卒業。
大学を卒業後、2006年に福島中央テレビ (FCT) に入社。2011年12月まで同局のアナウンサーを務めた後、2012年1月に長崎文化放送 (NCC) へ移籍した。2015年4月からは宮崎放送のアナウンサーを務めていた。
大学時代に宮崎県東京学生寮に入寮していた。その縁で2023年8月11日放送の「都心の中の故郷 宮崎県東京学生寮」のナレーションを担当。寮生の先輩には元日本道路公団理事の下苙 直樹や俳優の堺雅人がいる。　　　　　　

## アナウンサー時代の担当番組

### 福島中央テレビ
- ゴジてれシャトル - 「三浦ディクショナリー」担当[9]、「功将 KOSHO SHOW」担当、中継担当、ニュース担当
- ゴジてれ Chu ! - 「カルチェ」担当[10]、「スイーツ堂」担当[11]
- ゴジてれ土曜版 - MC[12]
- NNN Newsリアルタイム・サタデー - ローカルニュース担当、天気予報担当

### 長崎文化放送
- スーパーJチャンネルながさき

### 宮崎放送
- MRTニュース Next - キャスター[13]、取材担当[14]
- フレッシュAM!もぎたてラジオ - 「テラススタジオ ココからいらっしゃ〜い」担当（不定期出演）[14]
- ラジオ劇場 行け！中年組[15]
- つづくさんのどようだよ (^^) [16]
- 夕刊ラジオ ナイスキャッチ！ - 金曜担当[16]
- Pando radio![16]